# غراهام ويذاي
غراهام ويذاي (بالإنجليزية: Graham Withey)‏ هو لاعب كرة قدم بريطاني في مركز الهجوم، ولد في 11 يونيو 1960 في برستل في المملكة المتحدة. لعب مع كارديف سيتي وكوفنتري سيتي ونادي إكزتر سيتي ونادي باث سيتي ونادي بريستول روفيرز ونادي بريستول سيتي ونادي تشيلتنهام تاون ونادي غلوستر سيتي ونادي ويموث.

## وصلات خارجية
- غراهام ويذاي على موقع قاعدة بيانات كرة القدم.إي يو (الإنجليزية)
- غراهام ويذاي على موقع عالم كرة القدم.نت (الإنجليزية)